# レスター・スクウェア駅
レスター・スクウェア駅（レスター・スクウェアせん、英語: Leicester Square tube station）はロンドン中心部レスター・スクウェアの東にあるロンドン地下鉄の鉄道駅。ノーザン線チャリング・クロス支線とピカデリー線の列車が発着する。
ノーザン線ではトテナム・コート・ロード駅とチャリング・クロス駅の間、
ピカデリー線ではコヴェント・ガーデン駅とピカデリー・サーカス駅の間にレスター・スクウェア駅は位置する。
駅への入口はクランボーン・ストリートとチャリング・クロス・ロードの交差点付近の複数のビルに、合計4カ所ある。トラベルカードゾーン1。

## 概要
当駅は開業前Cranbourn Street駅と仮称されたが、1906年12月6日に、グレート・ノーザン・ピカデリー・アンド・ブロンプトン鉄道 (GNP&BR)の「レスター・スクウェア駅」として開業した。GNP&BRの他の駅と同様に当駅も開業当初はエレベーターを使って、プラットホームにアクセスする方法を採用していた。駅舎の設計はラッセル・スクウェア駅などと同様にレスリー・グリーンが担当した。
1920年代、ノーザン線が南北に延伸され、乗客が増加したことに伴って当駅の乗降客も増加、続いて1930年代にはピカデリー線の延伸も計画され、更なる混雑が予想されたため1930年代前半に駅の地下部分の改築工事が行われた。エントランスも地下のチケット・ホールと一体化した形で新設された。類似構造のチケット・ホールを持つピカデリー・サーカス駅同様、この地下空間は道路を開削して作り出された。チケット・ホールからプラットホームまではエスカレーターが設置され、エレベーターは撤去されたが、エレベーターが通っていた穴は通気孔として再利用された。この通気孔はCranbourn Streetから駅への階段の最初の踊り場にあるドアの向こうにあり、普段見ることはできない。また改築工事の際に設置されたピカデリー線ホームへのエスカレーターは、1992年にエンジェル駅が大改修され長さ60メートルのエスカレーターが設置されるまで、ロンドン地下鉄最長 (54メートル)を誇っていた。なお、エントランスおよびチケットホールの設計はCharles Holdenが行っている。
現在ノーザン線の管理部門が使用しているCharing Cross Road東側の朱いテラコッタタイル貼りの駅舎の上にある建物はTransad Houseと呼ばれ、かつてWisden Cricketers' Almanackというクリケットの有名な雑誌を発行していた出版社が入居していた。その縁で現在でもビルの出入り口の上にクリケットで使用されるStump (スタンプ)の像が掲げられている。

## 近隣
- レスター・スクウェア (Leicester Square)：シェイクスピア像がある公園。
- ロンドン中華街 (London Chinatown)：ヨーロッパ最大の中華街。
- オデオン・レスター・スクウェア (Odeon Leicester Square)：プレミア公演が行われる、2000名以上を収容する映画館。
- エンパイア・レスター・スクウェア (Empire, Leicester Square)：イギリス最大規模の映画館。
- プリンス・チャールズ・シネマ (Prince Charles Cinema)：旧作の映画を格安で上映する映画館。
- トラファルガー広場 (Trafalgar Square)：様々なイベントで使用されるロンドンを代表するスクエア。
- ナショナル・ギャラリー  (National Gallery)：ダヴィンチ、フェルメール、ターナー、ゴッホなど13世紀から19世紀までの西洋絵画を扱う美術館。
- ナショナル・ポートレート・ギャラリー (National Portrait Gallery)：ポートレイト専門の美術館。
- パレス劇場 (Palace Theatre)：20年近く「レ・ミゼラブル」を公演し続けた1400名収容の劇場。
- コロシアム劇場 (Coliseum Theatre)：2358名収容の大劇場。
- ノエル・カワード劇場 (Noël Coward Theatre)：シェイクスピアやディケンズの作品を題材にしたミュージカルが多い劇場。
- ギャリック劇場 (Garrick Theatre)：劇団受け入れ専門の劇場。
- プリンス・エドワード劇場 (Prince Edward Theatre)：1930年開業の1600名以上を収容する劇場。
- レスター・スクウェア劇場 (Leicester Square Theatre)：2002年オープンのロンドンで最も新しい劇場。
- ウィンダム劇場 (Wyndham's Theatre)：1899年開業の中規模劇場。三島由紀夫の「サド伯爵夫人」なども上演。

## ギャラリー

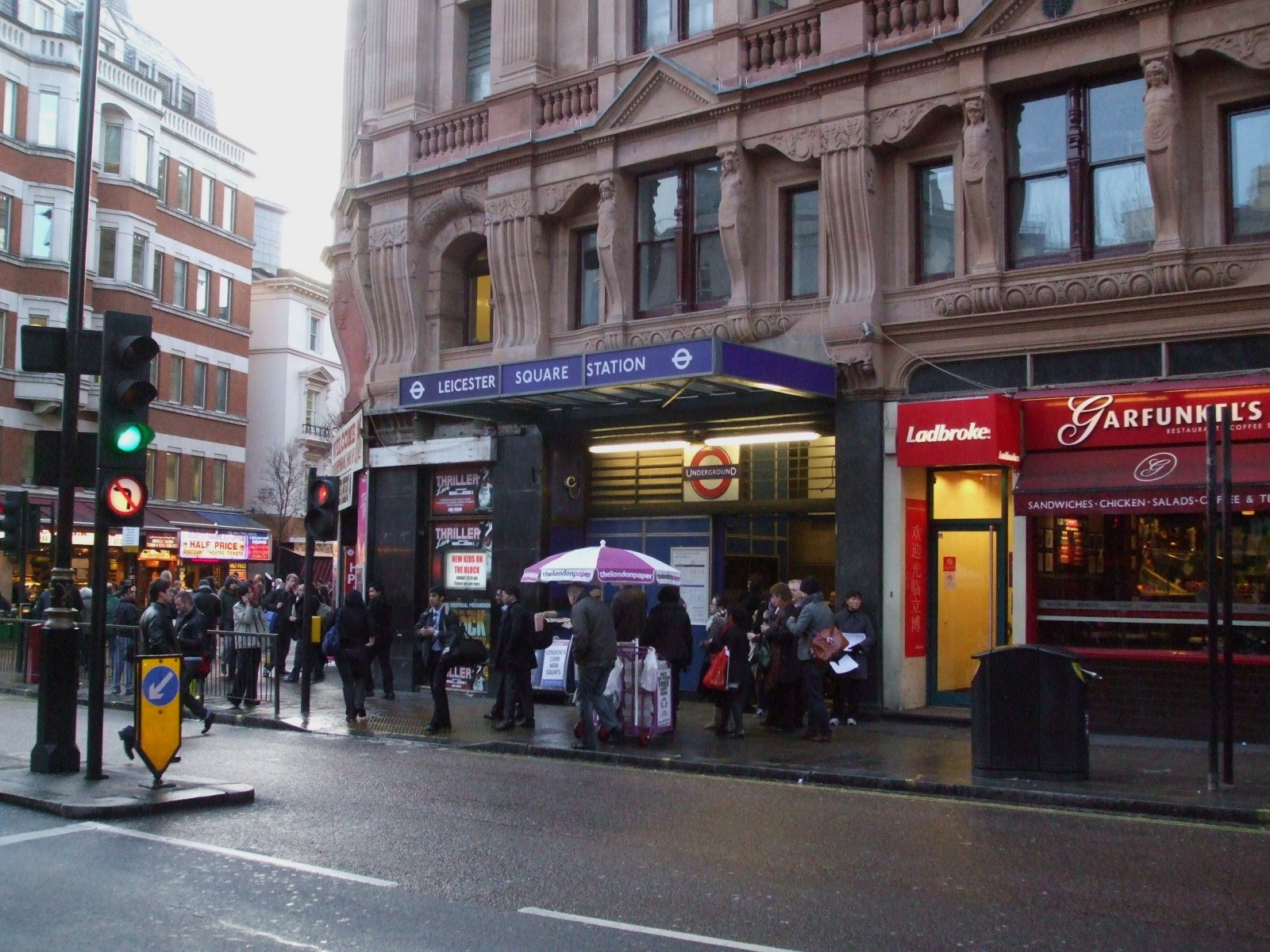
レスター・スクウェア側入口
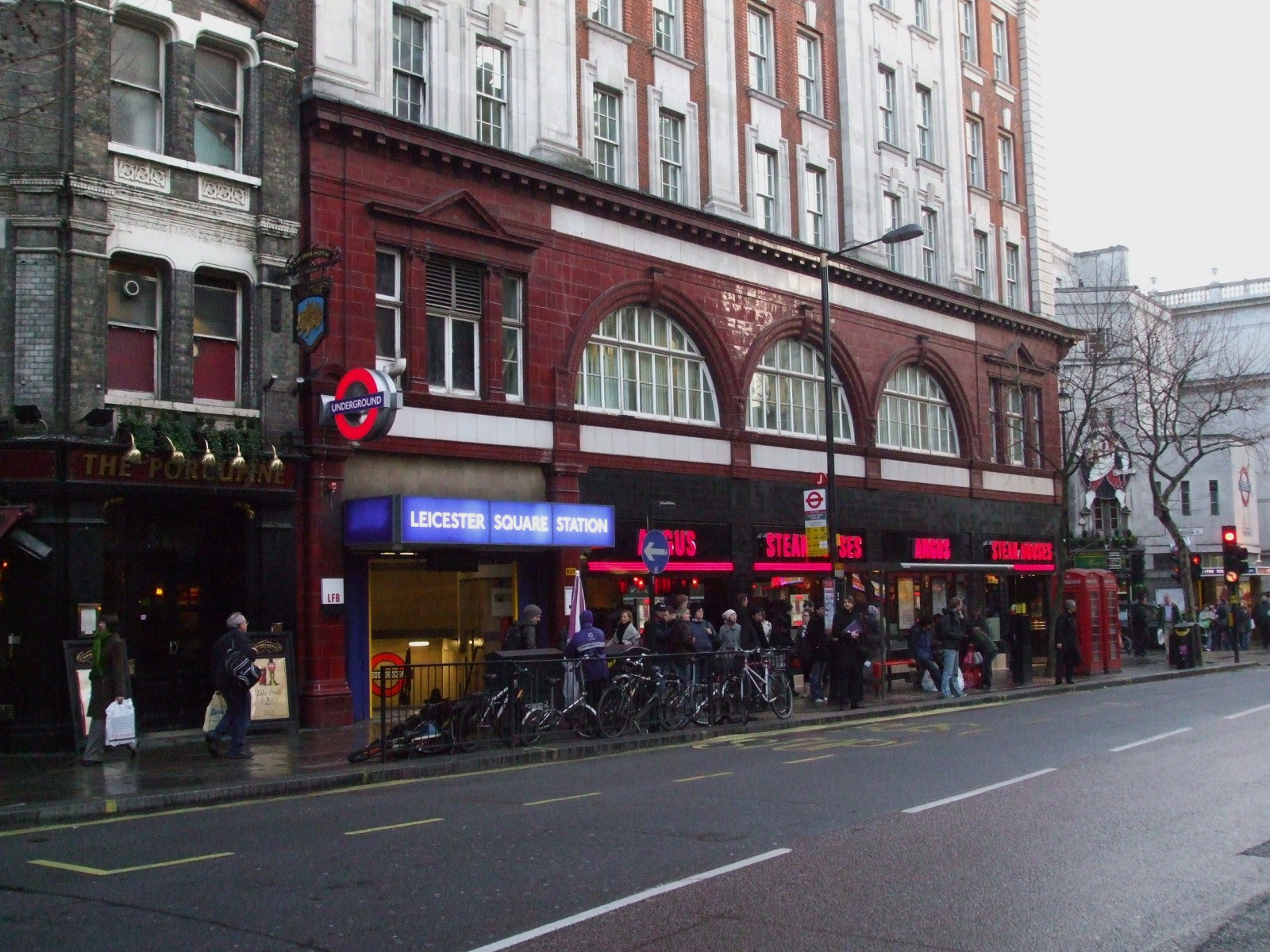
北東側の入口
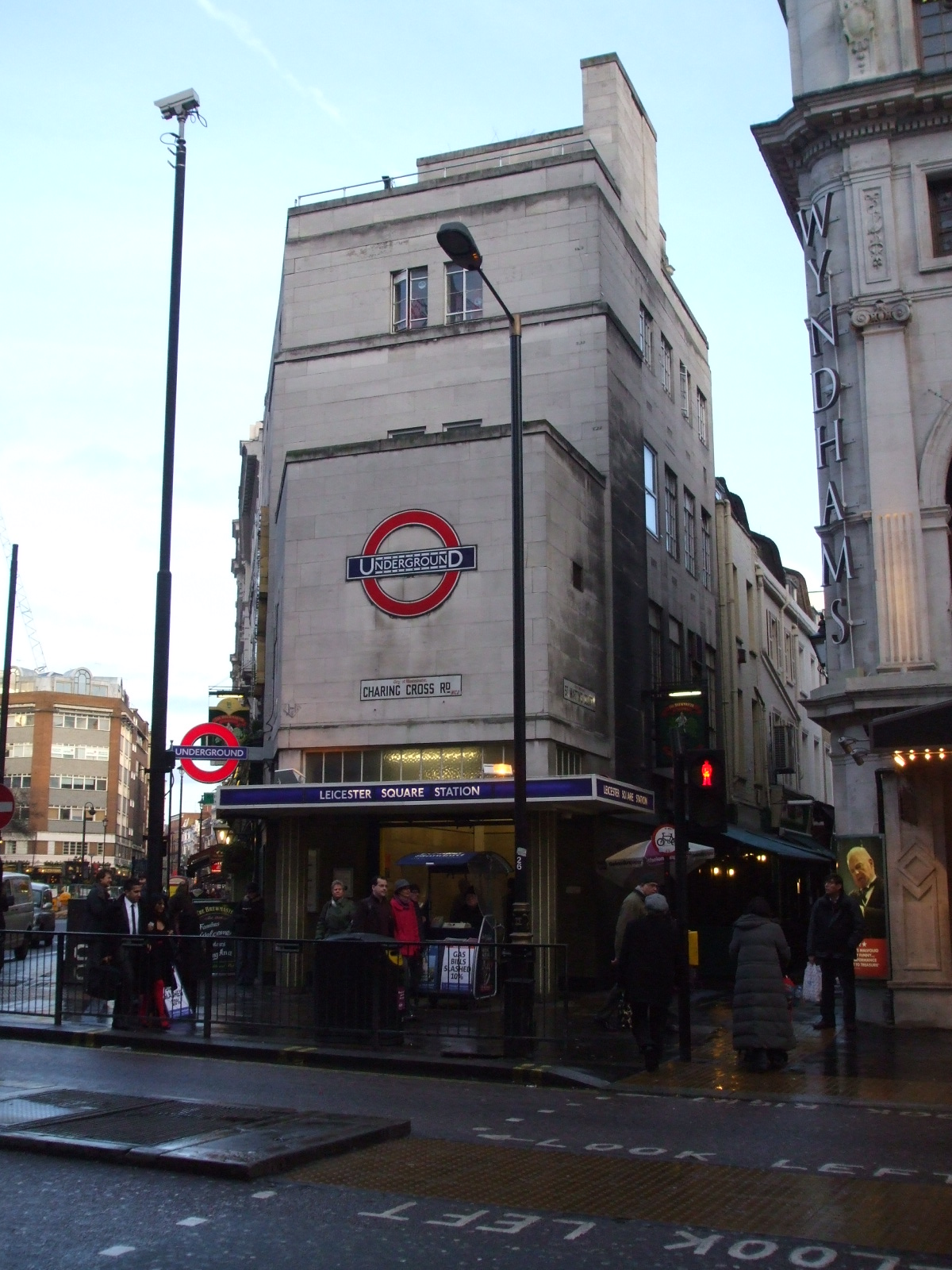
南東側の入口
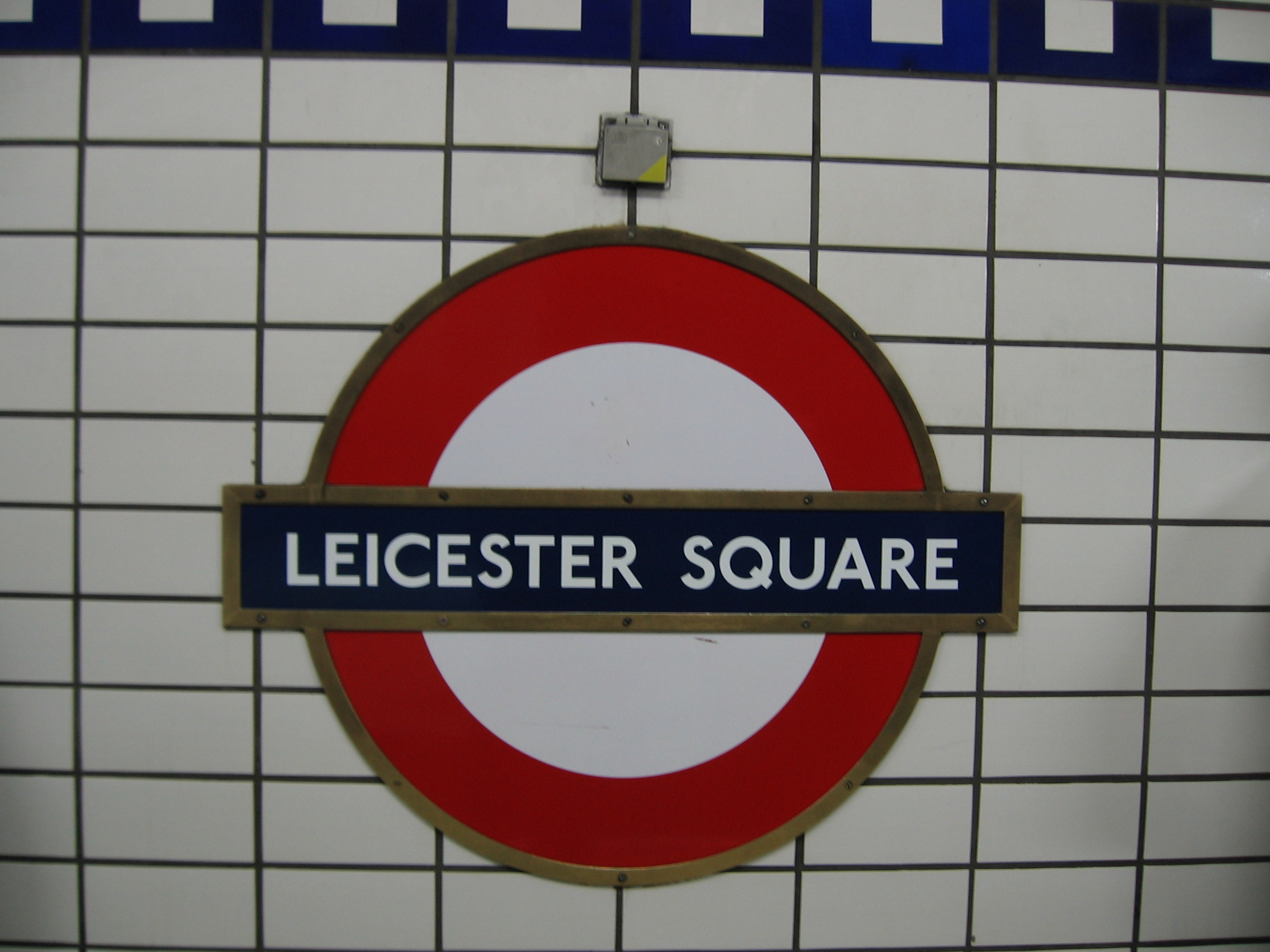
ロゴ
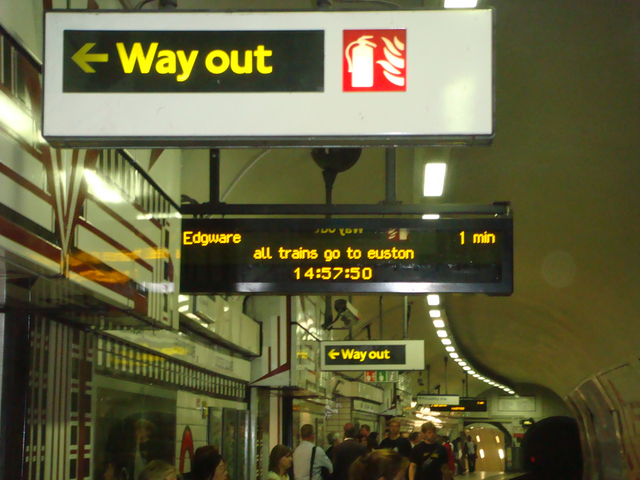
駅内部
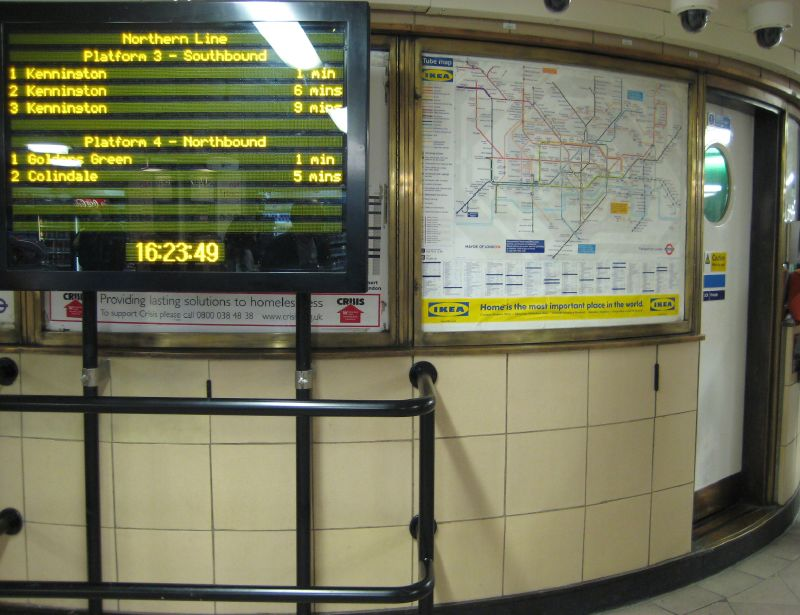
掲示スペース
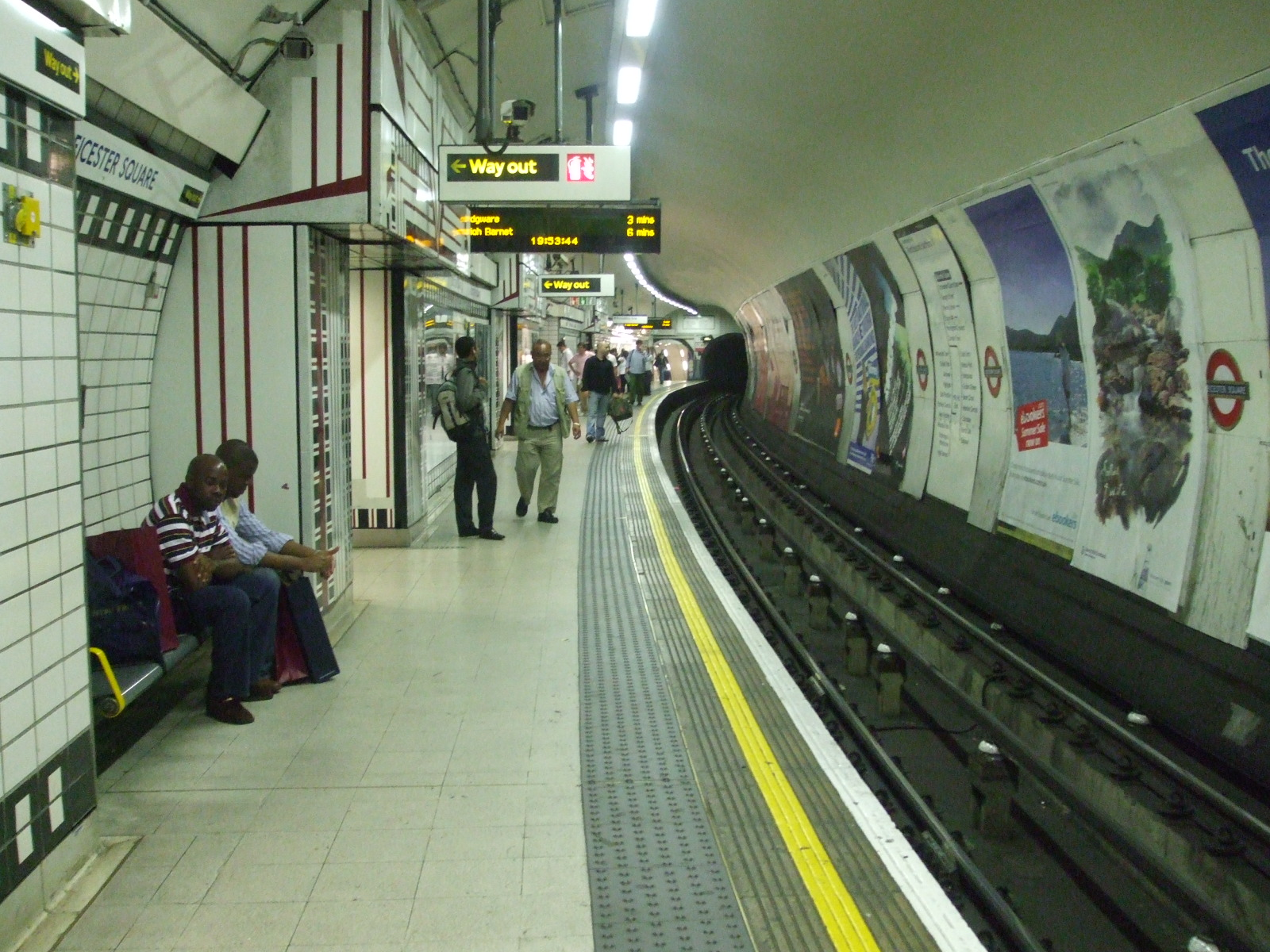
ノーザン線北行きホーム
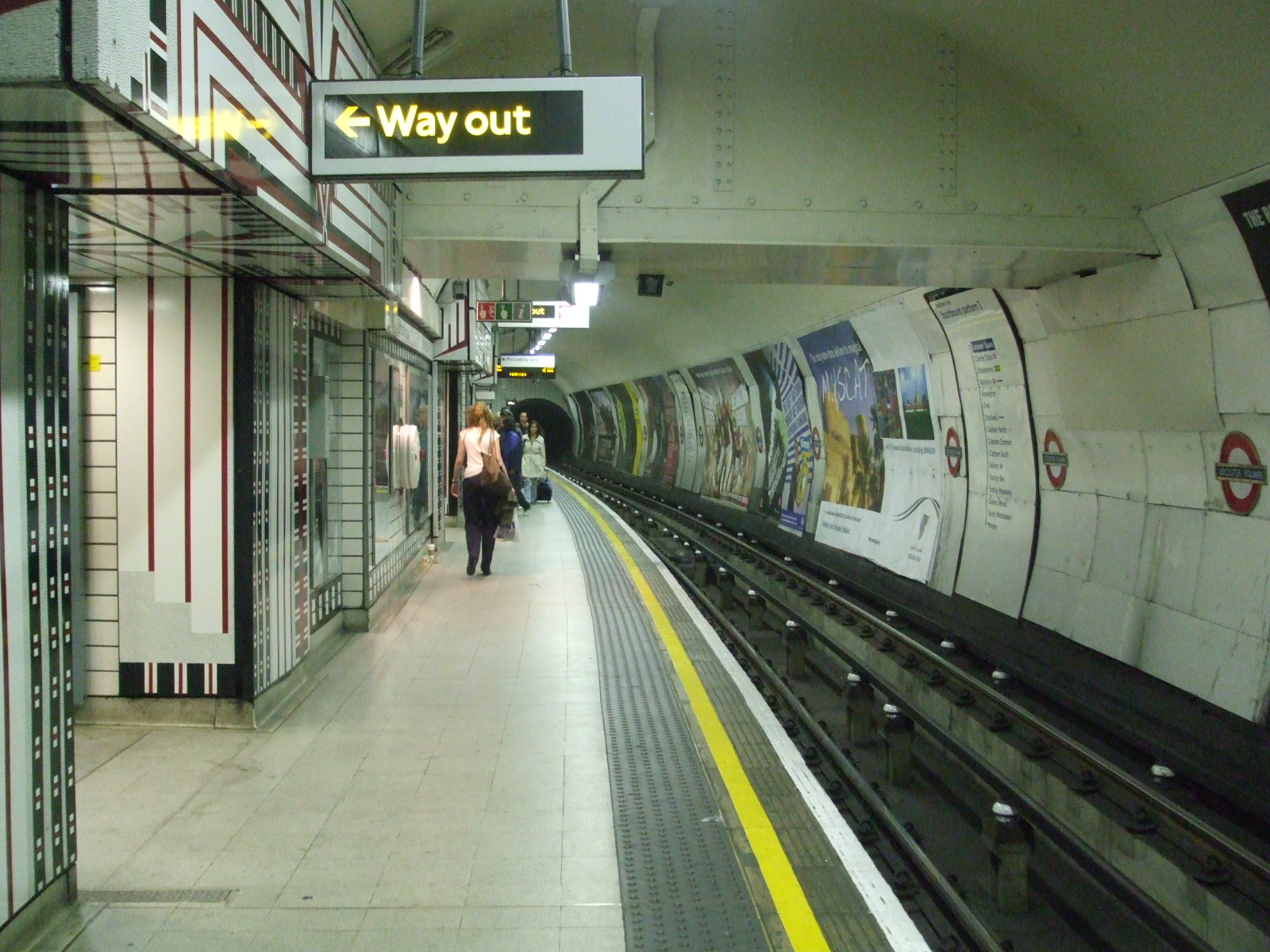
ノーザン線南行きホーム
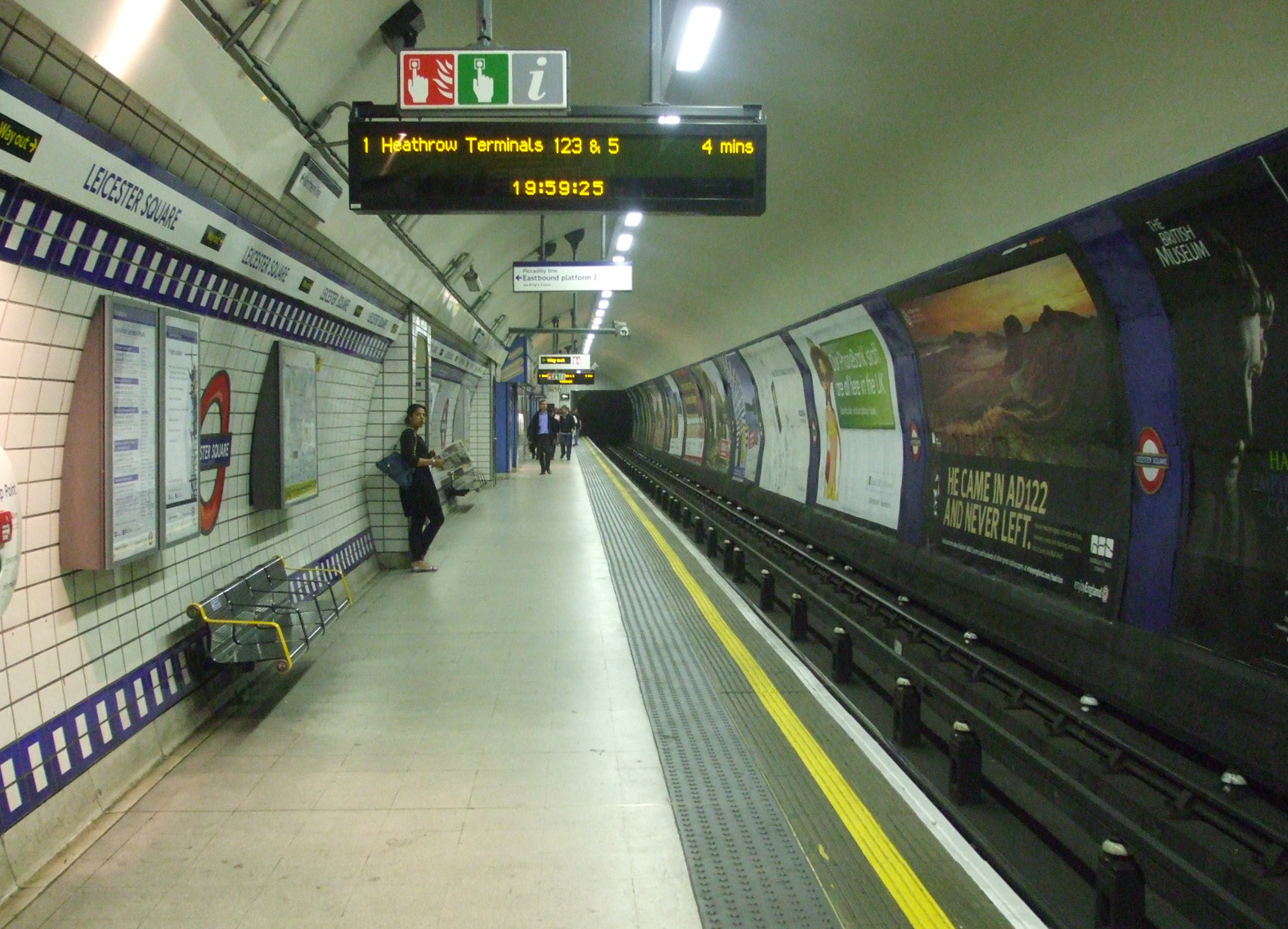
ピカデリー線西行きホーム